# Maite Martín Valdivia
María Teresa (ó Maite) Martín Valdivia (Jaén) es doctora en informática. Desde 1995 trabaja en la Universidad de Jaén como profesora del área de Lenguajes y Sistemas Informáticos del Departamento de Informática. Desde 2019 es catedrática de universidad. Forma parte del equipo de investigación SINAI (Sistemas Inteligentes de Acceso a la Información) desde su creación en 2001.
Su área de especialización es el Procesamiento del Lenguaje Natural, y en la actualidad investiga dentro de los temas de análisis de opiniones y emociones,  minería de textos,  aprendizaje automático y  búsqueda y recuperación de información en biomedicina.

## Biografía
Se diplomó (1990) y licenció (1992) en Informática en la Universidad de Granada. Realizó su tesis doctoral en Informática en la Universidad de Málaga
Desde 2007 es miembro del Consejo Asesor de la Sociedad Española para el Procesamiento del Lenguaje Natural (SEPLN), en cuya Junta Directiva fue tesorera desde 2007 hasta 2019.
Fue directora del Secretariado de Investigación de la Universidad de Jaén del 27 de noviembre de 2017 al 29 de abril de 2019. Del 30 de abril de 2019 al 31 de octubre de 2022 fue vicerrectora de Universidad Digital de la Universidad de Jaén. Actualmente, a partir del 1 de noviembre de 2022, es gestora de investigación en el panel TIC para la Agencia Estatal de Investigación española. Desde noviembre de 2021, es miembro del Consejo asesor de la Agencia Digital Andaluza donde ha participado en la elaboración de la estrategia de Inteligencia Artificial para Andalucía. Desde 2022 pertenece al comité Mujer en Informática de la SCIE en representación de la SEPLN. Desde 2023 es miembro de la comisión de acreditación de profesorado de la ANECA en la Comisión 14 (Informática).
En 2016 fue socia fundadora de YottaCode, S.L., spin-off de la Universidad de Jaén.  Posteriormente, en 2018, la empresa YottaCode obtuvo una financiación de 50.000 euros en la convocatoria del instrumento europeo PyME.
El 8 de marzo de 2021 creó la comunidad DiverTLes: Diversidad en Tecnologías del Lenguaje en España, una red de mujeres que trabajan e investigan en las tecnologías del lenguaje y que tiene como objetivo principal la divulgación y fomento de herramientas y recursos de PLN mostrando el potencial que tiene esta área tan importante de la inteligencia artificial. A través de esta red, formada por más de 150 mujeres, ha fomentado la colaboración, el intercambio de conocimientos y la visibilidad de las mujeres que trabajan e investigan en PLN, promoviendo así la diversidad y el empoderamiento femenino. 

## Premios
La doctora Maite Martín ha ganado varios premios en su vida profesionalː
- 2021: Primer premio en el Hackathon "Neologismos y tecnicismos en el ámbito energético y medioambiental" con el proyecto POEMA
- 2018: II Premio Hackathon de Tecnologías Lingüísticas. en la categoría de ‘Corpus General’ por el prototipo ‘Monitor de dispersión geográfica de enfermedades’
- 2016: ISCA Award for the best paper published in Computer Speech & Language 2012-2016, por el artículo “Ranked WordNet graph for sentiment polarity classification in Twitter”.
- 2014: Premio Historias de Luz. Finalistas en el premio a la innovación por la aplicación “OpenBook: lectura accesible para personas con autismo”.
- 2007: Best Poster Award MICA. International Conference on Artificial Intelligence and the Mexican Society of Artificial Intelligence.